# Korouoma-Jäniskaira
Korouoma-Jäniskaira este o arie protejată (arie specială de conservare — SAC, sit de importanță comunitară — SCI) din Finlanda întinsă pe o suprafață de 9.378 ha, integral pe uscat.

## Localizare
Centrul sitului Korouoma-Jäniskaira este situat la coordonatele 66°06′21″N 27°38′31″E / 66.1058°N 27.6419°E.

## Înființare
Situl Korouoma-Jäniskaira a fost declarat sit de importanță comunitară în august 1998 pentru a proteja 1 specie de plante și 1 specie de animale. Situl a fost protejat și ca arie specială de conservare în aprilie 2015.

## Biodiversitate
Situată în ecoregiunea boreală, aria protejată conține 17 habitate naturale: Pante stâncoase calcaroase cu vegetație casmofită, Pante stâncoase silicioase cu vegetație casmofită, Taiga vestică, Păduri fino-scandinave bogate în ierburi cu Picea abies, Păduri caducifoliate de mlaștină fino-scandinave, Mlaștini împădurite, Păduri aluvionare cu Alnus glutinosa și Fraxinus excelsior (Alno-Padion, Alnion incanae, Salicion albae), Ape oligotrofe din câmpii nisipoase, cu un conținut foarte redus de minerale (Littorelletalia uniflorae), Lacuri și iazuri distrofice naturale, Râuri naturale fino-scandinave, Cursuri de apă de la nivel de câmpie la nivel montan, cu vegetație Ranunculion fluitantis și Callitricho-Batrachion, Liziere de ierburi înalte hidrofile de câmpie și de nivel montan până la alpin, Pajiști aluvionare boreale nordice, Izvoare fino-scandinave și mlaștini produse de izvoare bogate în minerale, Izvoare petrifiante cu formare de travertin (Cratoneurion), Mlaștini alcaline, Turbării Aapa.
La baza desemnării sitului se află mai multe specii protejate:
- plante (1): Ranunculus lapponicus
- nevertebrate (1): Lycaena helle

Pe lângă speciile protejate, pe teritoriul sitului au mai fost identificate 14 specii de plante, 8 specii de păsări, 1 specie de mamifere, 1 specie de nevertebrate, 27 de specii de pești.